# Daniel Haas (homme politique)
Pour les articles homonymes, voir Haas.
Daniel Haas, né le 14 décembre 1900 à Sarreguemines et mort le 16 mars 1967 à Paris, est un résistant et homme politique socialiste français.

## Biographie
Si les convictions révolutionnaire de Daniel Haas remontent à sa jeunesse, c'est la montée du fascisme et du nazisme en Europe qui le pousse à un engagement plus affirmé.
En 1937, alors qu'il exerce la profession de représentant en articles dentaires, il épouse Anna (Chana) Reich, née à Chrzanów (Pologne) en 1912. Fuyant avec sa famille les pogroms, elle a gagné la France en 1935.  

### Dans la Résistance
Antifasciste unitaire et révolutionnaire, il adhère au Parti socialiste ouvrier et paysan (PSOP) de Marceau Pivert en 1938. Début mars 1940, il est arrêté, avec plusieurs autres dirigeants du PSOP, dans le cadre des mesures répressives prises contre le Parti communiste et des organisations qui en sont considérées proches à la suite de la conclusion du Pacte germano-soviétique (même si le PSOP était antistalinien et opposé au Pacte germano-soviétique).
Engagé dans la résistance dès l'été 1940, il dirige jusqu'en 1943 un maquis en Haute-Savoie. De retour à Paris, il participe à l'organisation du Mouvement de libération nationale (MLN). Clandestin recherché par la Gestapo et condamné à mort par l'occupant, il revient au grand jour lors de la Libération de Paris, à laquelle il participe avec le grade de commandant.

### Après la guerre
Il est ensuite vice-président du comité de libération du XVe arrondissement de Paris, et maire-adjoint à titre provisoire.
Secrétaire national chargé de la propagande du MLN, il se prononce pour une épuration sans états d'âme, ainsi qu'un rapprochement entre le MLN et le Front national de lutte pour la libération et l'indépendance de la France.
Adhérent de la Section française de l'Internationale ouvrière (SFIO), il milite au sein du courant Bataille socialiste, rénové et remis en mouvement par Élie Bloncourt. Exclu de la SFIO en janvier 1948, en même temps qu’Élie Bloncourt, il fait partie des fondateurs du Mouvement socialiste unitaire et démocratique (MSUD). Ce dernier se transforme en Parti socialiste unitaire en septembre de la même année.
Ses positions jugées par beaucoup des autres membres de la direction du parti comme excessivement pro-communistes le conduisent à démissionner du PSU quelques semaines plus tard, en mai 1948.
Il est ensuite un temps un « compagnon de route » du Parti communiste français, sans jamais avoir de responsabilité de premier plan. Lors des élections législatives de 1958, il soutient Jean-René Chauvin de l'Union de la gauche socialiste en tant qu'ancien vice-président du Comité de Libération du XVe.